# Cyklisk fyrhörning
En cyklisk fyrhörning (även kallad en cirkelfyrhörning) är en fyrhörning som kan inskrivas i en cirkel.
- För en cyklisk fyrhörning är summan av två motsatta vinklar 180 grader (en följd av randvinkelsatsen)

- Om i en fyrhörning summan av två motsatta vinklar är 180 grader är fyrhörningen inskrivningsbar i en cirkel

- Om i en fyrhörning ABCD vinkeln ACD = vinkeln ABD är fyrhörningen inskrivningsbar i en cirkel (det vill säga om vinkeln mellan en sida och en diagonal är lika med vinkeln mellan den motsatta sidan och den andra diagonalen)

- En fyrhörning är inskrivningsbar i en cirkel om och endast om sidornas mittpunktsnormaler skär varandra i samma punkt (cirkelns medelpunkt - sidorna i en inskriven polygon är ju kordor och dessas mittpunktsnormaler går ju såklart genom medelpunkten)

## Area
Arean A av en cyklisk fyrhörning med sidorna a, b, c, d ges av Brahmaguptas formel
{\displaystyle A={\sqrt {(s-a)(s-b)(s-c)(s-d)}}\,}
där semiperimetern s är 
{\displaystyle s={\frac {a+b+c+d}{2}}}.

## Omskrivna cirkelns radie
Om den cykliska fyrhörningens sidor betecknas {\displaystyle a,b,c,d} och semiperimetern med {\displaystyle s} är den omskrivna cirkelns radie
{\displaystyle R={\frac {1}{4}}{\sqrt {\frac {(ab+cd)(ac+bd)(ad+bc)}{(s-a)(s-b)(s-c)(s-d)}}}}

## Diagonaler
Enligt Ptolemaios sats är produkten av de två diagonalerna p och q hos en cyklisk fyrhörning lika med summan av produkterna av de motstående sidorna ac och bd:
{\displaystyle \ pq=ac+bd.}
För en cyklisk fyrhörning med de successiva hörnen A, B, C, D och de successiva sidorna a = AB, b = BC, c = CD, och d = DA och med diagonalerna p = AC och q = BD gäller:
{\displaystyle {\frac {p}{q}}={\frac {ad+cb}{ab+cd}}}.
Diagonalernas längder kan uttryckas i sidornas längder som
{\displaystyle p={\sqrt {\frac {(ac+bd)(ad+bc)}{ab+cd}}},}
{\displaystyle q={\sqrt {\frac {(ac+bd)(ab+dc)}{ad+bc}}}.}

## Vinklar
För en cyklisk fyrhörning med de efter varandra följande sidorna a, b, c, d, semiperimeter s, och vinkeln A mellan sidorna a och d, ges de trigonometriska funktionerna för vinkeln A enligt
{\displaystyle \cos A={\frac {a^{2}+d^{2}-b^{2}-c^{2}}{2(ad+bc)}}}
{\displaystyle \sin A={\frac {2{\sqrt {(s-a)(s-b)(s-c)(s-d)}}}{(ad+bc)}}}
{\displaystyle \tan {\frac {A}{2}}={\sqrt {\frac {(s-a)(s-d)}{(s-b)(s-c)}}}}
För vinkeln {\displaystyle \theta } mellan diagonalerna gäller
{\displaystyle \tan {\frac {\theta }{2}}={\sqrt {\frac {(s-b)(s-d)}{(s-a)(s-c)}}}}